# Wołod´kowa Diwycia
Wołod´kowa Diwycia (ukr. Володькова Дівиця, do 2016 Czerwoni Partyzany, ukr. Червоні Партизани) – wieś na Ukrainie, w obwodzie czernihowskim, w rejonie pryłuckim, w hromadzie Nosiwka. W 2023 liczyła 3223 mieszkańców.

## Urodzeni
- Nikołaj Krapiwianski